# Parafia św. Wojciecha Biskupa i Męczennika w Porytem
Parafia pw. Świętego Wojciecha Biskupa i Męczennika w Porytem – parafia rzymskokatolicka należąca do dekanatu Kolno, diecezji łomżyńskiej, metropolii białostockiej. 
Erygowana w 1386 roku. Jest prowadzona przez księży diecezjalnych.

## Obszar parafii
W granicach parafii znajdują się miejscowości:

- Poryte,
- Budziski,
- Budy Poryckie,
- Dzierzbia,
- Hipolitowo,
- Ignacewo,
- Józefowo,
- Korzeniste,
- Wilczewo,
- Wścieklice,
- Zaborowo,
- Zaskrodzie.